# یکی از همین روزها
«یکی از این روزها» (به انگلیسی: One of These Days) نام تک آهنگی از گروه پراگرسیو راک پینک فلوید می‌باشد که در سال ۱۹۷۱ در آلبوم فضولیمنتشر شد. این آهنگ یک قطعه موسیقی بی کلام است، به جز در اواسط آهنگ که یک جمله گفته می‌شود:یکی از این روزها تورو تکه‌تکه می‌کنم. این قطعه را درامر گروه نیک میسن بیان می‌کند. در ابتدای آهنگ دیوید گیلمور و راجر واترز هر دو به نواختن گیتار بیس می‌پردازند و پس از آن گیلمور به تکنوازی با گیتار می‌پردازد.

## اجراهای زنده
این آهنگ پای ثابت کنسرت‌های پینک فلوید بین سال‌های ۱۹۷۱–۱۹۷۳ و ۱۹۸۷–۱۹۹۴ بود. این آهنگ در کنسرت پمپئی پینک فلوید هم اجرا شد، اما در آنجا با نام کامل «یکی از این روزها تکه‌تکه‌ات می‌کنم» "One of These Days I'm Going to Cut You into Little Pieces" عنوان شده‌است، همان جمله‌ای که در وسط آهنگ گفته می‌شود.

## اجراهای دیگر
این آهنگ توسط گروه‌هایی نظیر متالیکا و دریم تیتر به صورت زنده اجرا شده‌است.

## سازندگان و مشارکت کنندگان
- راجر واترز -
- نیک میسن - درام، گوینده متن
- ریچارد رایت - ارگ هموند
- دیوید گیلمور - اسلاید گیتار، بیس گیتار، گیتار